# Артур II Бретонский
Артур II Бретонский (фр. Arthur II de Bretagne; 2 июля 1262 — 27 августа 1312) — герцог Бретани из династии Дрё с 1305 года, старший сын Жана II (1239—1305), герцога Бретани (1286—1305) и графа де Ришмона (1268—1305), и Беатрисы Английской, дочери английского короля Генриха III Плантагенета и Элеоноры Прованской.

## Биография
В ноябре 1305 года после смерти своего отца, герцога Бретонского и графа де Ришмона Жана II, 43-летний Артур занял герцогский престол в Бретани, а его младший брат Жан Бретонский получил титул английского графа Ришмона (Ричмонда).
Герцог Артур Бретонский, несмотря на вассальную зависимость от Капетингов, проводил политику, самостоятельную от Франции. Разделил герцогство на восемь округов. В 1309 году созвал в Бретани первые генеральные штаты, зародыш бретонского парламента.
27 августа 1312 года 50-летний герцог Артур II Бретонский скончался и был похоронен в Ванне.

## Семья и дети
Артур Бретонский был дважды женат. В 1275 году женился первым браком на виконтессе Марии Лиможской (1260—1291), дочери Ги VI Доблестного (ум. 1263), виконта де Лиможа, и Маргариты Бургундской (ум. 1277), дочери герцога Бургундии Гуго IV. Дети:
- Жан III Добрый (08.03.1286 — 30.04.1341), герцог Бретонский;
- Ги (1287 — 16.03.1331), граф де Пентьевр и виконт де Лимож;
- Пьер Бретонский (1289—1312), сеньор де Сен-Мало.

В мае 1294 года вторично женился на Иоланде де Дрё (ок. 1265—1330), вдове короля Шотландии Александра III, дочери Роберта IV, графа де Дрё, и Беатрисы де Монфор, дочери Жана, графа де Монфор. Дети:
- Жанна Бретонская (1294—1364), жена Роберта Фландрского, графа Марльского;
- Жан IV Завоеватель (1295—1345), граф де Монфор и герцог Бретонский;
- Беатриса Бретонская (1295—1384), жена Ги Х, сеньора де Лаваль;
- Алиса Бретонская (1297—1377), жена Бушара VI, графа де Вандома;
- Бланка Бретонская (род. 1300);
- Мария Бретонская (1302—1371), монахиня.